# Sempre Fiel
Sempre Fiel é o nono álbum de estúdio da cantora brasileira Rose Nascimento, lançado em 2002 pela gravadora Zekap Gospel. A obra foi produzida por Paulo Roberto e Ronald Fonseca, na época integrante da banda Toque no Altar e colaborações de dois integrantes da banda Fruto Sagrado, o guitarrista Bene Maldonado e o baterista Sylas Jr. O disco também foi distribuído, mais tarde, pelas gravadoras Graça Music e MK Music.

## Antecedentes
Após o sucesso do álbum Mais Firme do que Nunca (2001), especialmente pela música "Fiel Toda Vida", Rose Nascimento assinou com a gravadora Zekap Gospel e começou a trabalhar em um novo álbum de inéditas.

## Gravação
Sempre Fiel contou com produção musical do tecladista Ronald Fonseca, que mais tarde seria conhecido como tecladista e produtor das bandas Toque no Altar e Trazendo a Arca e com colaborações de Paulo Roberto.

## Lançamento e recepção
| Críticas profissionais | Críticas profissionais |
| Avaliações da crítica  | Avaliações da crítica  |
| Fonte                  | Avaliação              |
| ---------------------- | ---------------------- |
| Super Gospel           | [ 3 ]                  |

Sempre Fiel foi lançado em 2002 pela gravadora Zekap Gospel e recebeu avaliações favoráveis da mídia especializada. Em uma análise retrospectiva de Georgeton Leal para o Super Gospel, o trabalho foi classificado com uma cotação de 4 estrelas de 5 com comentários positivos sobre a produção de Bebeto e Ronald Fonseca. "As colaborações do guitarrista Bene Maldonado e do baterista Sylas Jr., ambos do Fruto Sagrado, também trouxeram nuances substanciais à obra. O resultado desta empreitada acabou gerando um disco que conseguiria trazer inovação com o devido respeito às raízes musicais da cantora. A sonoridade mais fluída e corretamente aplicada não precisou apelar para os famosos exageros que, a essa altura, já começavam a se perpetuar nas produções pentecostais", diz o texto.
Em 2016, Sempre Fiel foi eleito o 92º melhor álbum da década de 2000, de acordo com lista do Super Gospel.

## Faixas
1. "Som do Clarim" - 4:26 (Marcos Nascimento)
2. "Deus Está no Controle" - 4:07 (Janaína Bandeira)
3. "Deus Está Contigo" - 4:15 (André Lima)
4. "Manda Glória" - 3:35 (Rozeane Ribeiro)
5. "É Inexplicável" - 3:54 (Vanilda Bordieri)
6. "Só Jesus Faz" - 5:10 (Jorge Binah)
7. "Exalte ao Senhor" - 3:27 (Rozeane Ribeiro)
8. "Pra Sempre Vou Cantar" - 4:19 (Marcos Nascimento)
9. "Privilegiadas" - 4:10 (Jorge Binah)
10. "Santo" - 4:31 (Paulo Francisco)
11. "Sempre Fiel" - 4:06 (Rozeane Ribeiro)
12. "Veio do Céu" - 4:24 (Marcos Nascimento)

## Ficha técnica
- Produção executiva: Zekap Gospel
- Produção artística: José Carlos Novarine e Cláudia Fonte
- Produção musical: Paulo Roberto (Bebeto)  e Ronald Fonseca
- Técnico de gravação: Bene Maldonado
- Masterização: Ernani Maldonado
- Gravado e mixado no Hit Studio
- Arranjos: Paulo Roberto (Bebeto) (músicas 01, 04, 05, 06, 07, 08, 09, 10, 11 e 12) e Ronald Fonseca (músicas 02 e 03)
- Arranjos Vocais: Marquinhos Nascimento
- Arregimentação e regência de cordas: Ronald Fonseca
- Violino: Ricardo Amado (músicas 01, 03, 06, 08 e 10)
- Cello: Márcio Malard (músicas 01, 03, 06, 08 e 10)
- Guitarra: Bene Maldonado (músicas 05, 08 e 12) e Mindinho (música 11)
- Violão: Mindinho (músicas 05, 06, 07, 08, 10, 11 e 12) e Bene Maldonado (música 03)
- Teclado: Paulo Roberto (Bebeto) (músicas 01, 04, 05, 06, 07, 08, 09, 10, 11 e 12) e Ronald Fonseca (músicas 02 e 03)
- Baixo: Fabrício
- Bateria: Sylas Jr.
- Percussão: Zé Leal (músicas 04 e 09)
- Acordeon: Lenno Maia (músicas 04 e 09)
- Bandulim: Daniel Sant'ana (música 09)
- Cavaco: Max Júnior (música 09)
- Sax: Zé Canuto  (música 02) e Ronaldo Avelar (músicas 01, 08 e 12)
- Sax soprano: Zé Canuto (música 02)
- Trumpete: Dundum (músicas 01, 02, 08 e 12) e Josué Nascimento (músicas 01, 08 e 12)
- Trombone: Bira (música 02) e Moisés Nascimento (músicas 01, 08 e 12)
- Back-vocal: Marquinhos Nascimento, Aline Santana, Wilian Nascimento e Rose Nascimento
- Fotos, programação visual e fotolito: Digital Design (Sérgio Menezes)